# اسماعیل خوشنویس
اسماعیل خوشنویس (زاده ۱۳۲۷ اردبیل – درگذشته ۵ مرداد ۱۴۰۲) نماینده اردبیل در دوره اول مجلس شورای اسلامی بود.